# Бигорски манастир
Бигорският манастир „Свети Йоан Предтеча“ е православен манастир в западната част на Северна Македония. В миналото е част от Охридската архиепископия, след това на Българската екзархия, а днес – от Дебърско-Кичевската епархия на Македонската православна църква – Охридска архиепископия.

## Местоположение
Разположен е в община Маврово и Ростуше, по поречието на река Радика, в Реканско, между градовете Дебър и Гостивар. Известен е с изящния си дървен иконостас, смятан за един от най-прекрасните в православния свят. Патрон на манастира е Свети Йоан Кръстител, а бигорски произлиза от камъка бигор, от който са скалите в района.

## История
В статия за „Цариградски вестник“ от 1 януари 1859, българският просветен деец Йордан Хаджиконстантинов-Джинот твърди, че обителта е построена от цар Самуил.
| „ | В Дебр соществует една велика обител, називаемая Буйгор, т.е. храм „Святаго Предтеча и Крестителя Йоана“, болгарски „хожат“ – ту има от 15 до 20 калугери, безпрестанно служи се Богу безкровная жертва. Тая обител е зидана от царя Самоила Болгарскаго, кой е населил град Преспа, а днеска е село заборавено. По отпадении болгарскаго царства тая обител опустила се и разорила се до основание, после обновена от многотрудних монахов. | “ |

Според летописите на самия манастир, той е основан през 1020 година от архиепископ Йоан Дебърски. Историкът Иван Снегаров се съмнява в това датиране, като приема за достоверни сведенията за съществуването му през XVI век. Неизвестно кога манастирът е изоставен, според местните легенди в резултат на османска кампания за насилствена ислямизация в региона.
Първите писмени сведения за манастира са във Великия поменик, преписан от йеромонах Даниил в 1833 година и в Парусията-Поменик на манастирския метох „Свети Георги“ в Райчица, писан също от Даниил в 1840 година.
През 1743 година Бигорският манастир е възстановен от йеромонах Иларион. През 1800 година, при игумена Митрофан (1796 – 1807) е построена днешната манастирска църква. В началото на XIX век, при управлението на игумена Арсений (1807 – 1838) от село Галичник, са предприети големи разширения и манастирът се радва на много благодетели. През 1814 година е построена северната сграда, а през 1825 година – манастирската трапезария. По това време монах в манастира е Павел Хорват, по-късно през 1837 година учител в общинското училище в Скопие.
През 30-те години на XIX век е създаден и изключително орнаментираният и ценен дървен иконостас в църквата на манастира. Главен майстор е Петър Филипов (Гарката) от село Гари, представител на Дебърската дърворезбарска школа, който заедно със своя брат Марко, Макрий Негриев и други помощници се трудят около 6 години, за да създадат този шедьовър. Иконите в иконостаса са дело на зографа Михаил Анагност и сина му Димитър – монах Данаил, от влашкото село Самарина. Заедно с иконостаса Петре Филипов и останалите дърворезбари изработват и архиерейския трон и игуменския стол в църквата.
В 1833 година, по поръчка на игумена Арсений Бигорски, е изработен големият кивот на манастира – една от неговите светини. Кивотът представлява съвместна работа на зограф, резбар и ювелир. На външната страна на капака, в медальон от ковано сребро е изобразено Разпятието Христово с Божията майка и Свети Йоан. Вътрешната страна е изрисувана от зографите Михаил и Даниил с ликовите на светиите, чиито мощи се вградени в кивота. Същите светци са изобразени и в гравюра от сребро вътре в самия кивот.
В притвора на църквата през 1871 година личат фреските на Климент Охридски; Наум Преславски, Иван Владислав, Кирил и Методий, цар Борис I, цар Иван Шишман. Според българския журналист Светослав Терзиев надписите над българските владетели Борис и Иван Шишман са неумело преправени на Стефан Дечански и Лазар Хребелянович по времето на сръбската власт във Вардарска Македония 1913 – 1941 година.
На 17 май 1913 година, при установяването на сръбския режим във Вардарска Македония, сръбският епископ Варнава свиква в манастира 37 български свещеници и с помощта на властите ги принуждава да подпишат клетва за вярност. В 1918 година, българският църковен деец и игумен на манастира йеромонах Партений Бигорски е изтезаван и убит, защото отказва да даде декларация, че манастирът е бил сръбски.
Манастирът е традиционно място на почит и средище на поклонници както от околните християнски, така и от торбешките села.
На 30 септември 2009 година в манастирския комплекс избухва пожар при който цялостно изгарят монашеските жилища, кухнята, библиотеката, гостната, две трапезарии, Стария конак и Горния палат.

## Манастирът в отношенията между Северна Македония и България
На Бигорския манастир е наречена улица „Иван Бигор“ в квартал „Банишора“ в София (Карта).
Монашеското братство се обявява в подкрепа на сключването на Договора за приятелство, добросъседство и сътрудничество между Република България и Република Македония, подписан на 1 август 2017 г. в Скопие, заявявайки:
| „ | Културната идентичност и национална самостоятелност, колкото и да звучи парадоксално, включват в себе си и преплетеност с други идентичности и самостоятелности. Пример за това е историческата симбиоза между македонския и българския народ. Тая вродена близост се проявява в много значими сегменти от обществения живот: език, фолклор, култура, обичаи, дейци... Впрочем, да не забравяме, че нашите два народа имат една цивилизационна люлка, общ кръщелен купел – именно мисията на Светите братя Кирил и Методий и особено на техните свети ученици, покръстването във времото на Светия Равноапостолен цар Борис-Михаил и началото на общата ни писменост. Това ни дава право, или по-точно казано, задължение да почитаме това духовно родство и близост, без при това да неглижираме или омаловажаваме нашите културни особености. | “ |

На 2 август 2017 г. по време на служба в памет на Илинденското въстание монасите изпълняват „Изгрей зора на свободата“, химн на ВМРО, забранен от югославските власти след 1949 г. В проповед, държана през същия ден, бигорският игумен архимандрит Партений Фидановски защитава сключването на Договора за приятелство, добросъседство и сътрудничество с България, „нашия най-братски съсед“, като определя подписването му като „четвърти Илинден“ след Илинденското въстание от 1903 г., създаването на Македонската федеративна република през 1944 г. и обявяването на независимостта на македонската държава през 1991 г.
На 8 август 2017 г. в знак на благодарност за подкрепата на монашеското братство за подобряването на отношенията между Република Македония и Република България в манастира посещение прави Димитър Главчев, председател на XLIV народно събрание. В поздравителното си слово към госта игуменът архимандрит Партений заявява, че духовната връзка между двете страни е неразкъсваема и изразява вяра и надежда, че „България ще помогне на своя най-близък съсед Македония да преодолее тежките изкушения, които са изправени на нейния исторически път, за да може тя успешно да устои като държава в своите физически граници, без да бъдат накърнявани нейните културни и народни черти“.
На 17 февруари 2018 г. посещение в манастира прави българският президент Румен Радев.